# Longobardia
Longobardia o Longuibardia (en grec medieval Λογγοβαρδία o Λογγιβαρδία Longobardia o Longibardia, o també Λαγουβαρδία Lagubardia) era el nom que s'utilitzava a l'Imperi Romà d'Orient per designar els territoris controlats pels longobards a Itàlia. Als segles ix i x també va designar un tema o divisió civil i militar situada al sud-est d'Itàlia.

## Localització
Per designar el territori controlat pels longobards, Teòfanes el Confessor distingia entre la Gran Longobardia (Μεγάλη Λογγοβαρδία) formada pel regne longobard al nord d'Itàlia i la Petita Longobardia que comprenia els territoris del sud d'Itàlia amb els ducats llombards de Spoleto, Salern i Càpua, i les possessions de l'imperi i ciutats estat sota sobirania romana d'Orient (Nàpols, Gaeta i Amalfi). En un sentit més restringit i tècnic, el terme designava exclusivament el tema de l'Imperi Romà d'Orient que comprenia el que avui és la regió de la Pulla i algunes parts de la regió de Basilicata amb la ciutat de Bari, que es va convertir en la capital del tema.

## Història
No es coneixen els seus orígens ni l'evolució i extensió del territori de forma clara. El tema era probablement una divisió o turma del tema de Cefalònia. Cap al 879, la reconquesta de Bari va permetre als romans d'Orient restaurar el seu domini sobre el sud d'Itàlia. El 891, fins i tot van aconseguir conquerir Benevent però van ser expulsats d'allà quatre anys després. Al voltant del 893, sembla que Longobardia va ser constituïda en tema però encara com a dependència del tema de Cefalònia. Fins a l'any 911 no es va nomenar un estrateg per al tema, nomenament que feia de Longobardia un tema independent. Encara que es volia ocupar el conjunt de Benevent, el tema de Longobardia es limitava a la Pulla i a Basilicata. Els prínceps longobards estaven sotmesos a Constantinoble abans de l'arribada d'Otó I al capdavant del Sacre Imperi Romanogermànic.
La població del tema era principalment longobarda, practicava el ritu catòlic romà i seguia les lleis dels longobards. A més, les guerres que van colpejar Longobardia van debilitar-la i el nord de la Pulla va quedar molt despoblat. Com a la veïna Calàbria, diverses ciutats antigues estan abandonades i només la regió al voltant de Bari continuava poblada. Sembla que els dos temes (Calàbria i Longobardia) van estar diverses vegades sota l'autoritat d'un mateix estrateg, encara que hi havia diferències profundes entre les dues zones (població grega a Calàbria,i llombarda a Longobardia). El 938 i el 965, sembla que Longobardia es va unir al tema de Calàbria, encara que aquesta unió no està clara del tot. El 956, quan Marià Argir va ser enviat a Itàlia per sufocar les revoltes, portava el títol d'estrateg dels temes de Calàbria i Longobardia. Després del 965, els dos temes es van unir definitivament amb el nom de Catepanat d'Itàlia, amb capital a Bari.
Un dels problemes de la província era el despoblament i la desorganització de la xarxa urbana que dificultaven l'administració del tema. Els prínceps occidentals de les regions veïnes a la Itàlia romana d'Orient van construir pobles fortificats (castra), però els dirigents de l'Imperi es van conformar amb fortificar les ciutats, i a les petites poblacions van construir una simple torre per a la seva defensa. La regió de Basilicata va organitzar la construcció de petites aglomeracions fortificades properes a les castra, potser per convertir-les en futurs centres d'administració local. Pel que fa a la repoblació de les zones rurals, la informació és fragmentària encara que el centre de la Pulla es va repoblar progressivament i que molts pobles es van convertir en ciutats sota domini normand a partir de la segona meitat del segle xi.
A Calàbria i a Longobardia, les autoritats imperials van dur a terme tres campanyes de reconstrucció de les ciutats per fer front a la desorganització dels territoris i reforçar l'administració local:
- La primera va tenir lloc a finals del segle ix i va suposar la creació de ciutats portuàries a la costa de la Pulla (Monopoli, Polignano o Giovinazzo) per promoure relacions amb l'altra riba de l'Adriàtic. També van restaurar les ciutats de Tàrent i Gallipoli.
- Amb la transformació del tema de Longobardia en catepanat, l'administració es va reforçar a les zones menys poblades. L'arquebisbat d'Òtranto es va convertir en una metròpoli eclesiàstica. Apareixen altres ciutats com ara Montemilone o Minervino Murge.
- Una tercera planificació per crear noves ciutats es va produir cap al 1010-1020 sota el lideratge de Basili Boiannes. Buscava consolidar la frontera amb els principats llombards construint noves ciutats a la plana de Tavoliere delle Puglie, com ara Troia, Civitate, Melfi o Dragonara. En aquesta regió els mercenaris normands es van rebel·lar l'any 1041 i van prendre ràpidament el control de la zona.[5]

## Administració
A diferència d'altres temes de l'imperi, l'administració de Longobardia es coneix relativament. El tema es dividia en districtes de la ciutat anomenats diakratesis. Per l'origen longobard de la població, predominava la llei longobarda d'origen germànic, sorgit de l'Edictum Rothari, i les autoritats aplicaven les pràctiques llombardes, i els agents administratius locals portaven el títol de gastald. Van ser finalment substituïts gradualment per turmarques, que havien assumit cada cop més funcions en l'àmbit judicial. L'administració civil local s'exercia per un ek prosôpou. L'administració militar es coneix menys, encara que se sap que el reclutament militar també s'aplicava en aquella província, que proporcionava tropes auxiliars. Des del segle x, trobem sovint la presència d'oficials i de tropes del tagmata imperial. També existien petites flotes en ports habilitats. En general, l'administració del tema varia poc de la de les altres províncies. El canvi més gran es va produir amb la creació del Catepanat d'Itàlia, amb el catepà que residia a Bari i que sembla que tenia autoritat sobre tota la Itàlia romana d'Orient. Fins al 999, de fet, no es va aplicar la tributació típicament romana d'Orient a les zones més poblades.